# Dekanat lachowicki
Dekanat lachowicki – jeden z 7 dekanatów diecezji pińskiej na Białorusi. W jego skład wchodzi 12 parafii. Dekanat w aktualnych granicach obejmuje całe terytorium rejonu lachowickiego, hancewickiego i częściowo baranowickiego. 

## Historia
W 1938 roku dekanat składał się z 5 parafii. Czterech obecnych parafii dekanatu:
- parafii w Lachowiczach
- parafii w Lipsku
- parafii w Niedźwiedzicy
- parafii w Raczkanach

oraz:
- parafii w Krzywodzynie

Po reaktywacji diecezji pińskiej w 1991 roku istniał dekanat baranowicki zachodni i baranowicki wschodni. Obecnie ten pierwszy przekształcono w dekanat baranowicki, a drugi w dekanat lachowicki.

## Lista parafii
| Lp. | Miejscowość / parafia                                            | Proboszcz / administrator | Kościół                                                              | Zdjęcie |
| --- | ---------------------------------------------------------------- | ------------------------- | -------------------------------------------------------------------- | ------- |
| 1   | Lachowicze Parafia Najświętszego Serca Pana Jezusa               |                           | Kościół Najświętszego Serca Pana Jezusa w Lachowiczach               |         |
| 2   | Lachowicze Parafia św. Józefa                                    |                           | Kościół św. Józefa w Lachowiczach                                    |         |
| 3   | Darewo Parafia Wniebowzięcia Najświętszej Maryi Panny            | o. Jan Glinka SVD         | Kościół Wniebowzięcia Najświętszej Maryi Panny w Darewie             |         |
| 4   | Hancewicze Parafia Nawiedzenia Najświętszej Maryi Panny          | ks. Andrzej Szoda TChr    | Kościół Nawiedzenia Najświętszej Maryi Panny w Hancewiczach          |         |
| 5   | Iszkołdź Parafia Trójcy Przenajświętszej                         |                           | Kościół Trójcy Przenajświętszej w Iszkołdzi                          |         |
| 6   | Juszkiewicze Parafia Trójcy Przenajświętszej                     | o. Jan Glinka SVD         | Kościół Trójcy Przenajświętszej w Juszkiewiczach                     |         |
| 7   | Kroszyn Parafia Bożego Ciała                                     | o. Jan Glinka SVD         | Kościół Bożego Ciała w Kroszynie                                     |         |
| 8   | Lipsk Parafia Matki Bożej Nieustającej Pomocy                    |                           | Kościół Świętej Maryi w Lipsku                                       |         |
| 9   | Niedźwiedzica Parafia Świętych Apostołów Piotra i Pawła          | ks. Andrzej Szoda TChr    | Kościół Świętych Apostołów Piotra i Pawła w Niedźwiedzicy            |         |
| 10  | Połoneczka Parafia św. Jerzego                                   |                           | Kościół św. Jerzego w Połoneczce                                     |         |
| 11  | Raczkany Parafia Niepokalanego Poczęcia Najświętszej Maryi Panny |                           | Kościół Niepokalanego Poczęcia Najświętszej Maryi Panny w Raczkanach |         |
| 12  | Swojatycze Parafia św. Jerzego                                   |                           | Kościół św. Jerzego w Swojatyczach                                   |         |